# Valdemar Sørensen
Mathias Axel Valdemar Sørensen (* 16. Mai 1886 in Nivaaq; † unbekannt) war ein grönländischer Landesrat.

## Leben
Valdemar Sørensen war der uneheliche Sohn des Udstedsverwalters Bernhard Sørensen und der Witwe Benedikte Marie Thorin. Als Böttcher war er wie sein Vater in Handelsdiensten tätig. Er wurde 1917 in den nordgrönländischen Landesrat gewählt. Es ist unklar, ob er an der letzten Sitzung teilgenommen hat, da für dort Frederik Lynge als Mitglied genannt wird. In der Volkszählung 1921 wird er als in Iginniarfik wohnhaft angegeben, womit er während der laufenden Legislaturperiode aus seinem Wahlkreis verzogen wäre.